# Laenly Phoutthavong
Laenly Phoutthavong (* 4. Juni 1996 in Vientiane) ist eine laotische Leichtathletin. Bei einer Körpergröße von 1,69 m beträgt ihr Wettkampfgewicht 55 kg. Sie ist die laotische Rekordhalterin im Weitsprung und Dreisprung.

## Erfolge
Im 100-Meter-Lauf nahm sie an den Olympischen Sommerspielen 2012 in London teil, kam dort mit 13,15 s jedoch nicht über den ersten Qualifikationslauf hinaus. Bei den Olympischen Sommerspielen 2016 in Rio de Janeiro verbesserte sie ihre olympische Zeit sowie ihre persönliche Bestzeit auf 12,82 s, was jedoch ebenfalls im Vorlauf nicht für einen der Qualifikationsplätze reichte.
An den Südostasienspielen 2013 in Naypyidaw hatte sie im Weitsprung und Dreisprung teilgenommen. Im Weitsprung erreichte sie dort mit 5,41 m den achten und im Dreisprung mit 12,18 m den sechsten Platz. Bei den Asienspielen 2014 in Incheon belegte Laenly Phoutthavong im Dreisprung mit 12,26 m den 14. Platz. Bei den Südostasienspielen 2015 in Singapur wurde sie mit 5,57 m im Weitsprung Neunte und mit 12,27 m im Dreisprung Sechste. Beim Singapore Open 2015 landete sie im Dreisprung mit 12,53 m auf dem zweiten Platz. Bei den Südostasienspielen 2017 in Kuala Lumpur wurde sie mit 12,36 m im Dreisprung Siebte und mit 5,75 m im Weitsprung Achte.

## Rekorde
Ihre 5,41 m im Weitsprung bei den Südostasienspielen 2013 waren ein neuer laotischer Rekord. Der alte Rekord stammte aus dem Jahre 1990, in dem Mala Sakonhninhom bei den Asienspielen in Peking 5,22 m gesprungen war. Ebenso ein neuer Landesrekord war Laenly Phoutthavongs 12,18 m im Dreisprung einen Tag später. Der alte Rekord stammte mit 11,18 m von Philaylack Sackpraseuth aus dem Jahre 2005. Ihren Landesrekord im Dreisprung verbesserte Laenly Phoutthavong auf 12,26 m bei den Asienspielen 2014 und auf 12,77 m im September 2014 in Vientiane. Ihren Weitsprungrekord verbesserte sie weiter auf 5,69 m beim Singapore Open 2015, mit dem sie dort den fünften Platz belegte. Bei den Südostasienspielen 2017 verbesserte sie den laotischen Landesrekord im Weitsprung auf 5,75 m.